# Pero Repinaldo
Pero Repinaldo es el nombre de una variedad cultivar de manzano (Malus domestica). Esta manzana es originaria de Galicia, está cultivada en la colección de árboles frutales y banco de germoplasma de Mabegondo con el Nº 220; ejemplares procedentes de esquejes localizados en Santeles, parroquia del municipio de La Estrada (Pontevedra).

## Sinónimos
- "Manzana Pero Repinaldo",[4][5]
- "Maceira Pero Repinaldo".

## Características
El manzano de la variedad 'Pero Repinaldo' tiene un vigor vigoroso. Tamaño grande y porte erguido.
Época de inicio de brotación a partir del 6 de mayo y de floración a partir del 24 de mayo.
Las hojas tienen una longitud del limbo de tamaño largo, con la máxima anchura del limbo es ancha. Longitud de las estípulas es media y la máxima anchura de las estípulas es media. Denticulación del borde del limbo es biondulado, con la forma del ápice del limbo acuminado y la forma de la base del limbo es obtuso. Con subestípulas presentes.
Sus flores tienen una longitud de los pétalos desconocido, con una anchura de los pétalos desconocido, disposición de los pétalos desconocido, con una longitud del pedúnculo desconocido.
La variedad de manzana 'Pero Repinaldo' tiene un fruto de tamaño pequeño, de forma plana-globosa, de color amarillo, con chapa lavada, e intensidad pálida. Epidermis de textura suave, sin pruina en su superficie y con presencia de cera débil. Sensibilidad al "russeting" (pardeamiento áspero superficial que presentan algunas variedades) poco sensible. Con lenticelas de tamaño pequeño.
Los sépalos están dispuestos de forma parcialmente replegados, y superpuestos en su base; su fosa calicina es poco profunda y de una anchura estrecha. Pedúnculo de grosor estrecho y de longitud largo, siendo la cavidad peduncular de una profundidad poco profunda y de anchura estrecha. Con pulpa de color blanca, cuya firmeza es intermedia y su textura es intermedia; su jugosidad es intermedia, con sabor de acidez media, y aromática.
Época de maduración y recolección desde el 22 de octubre. 'Pero Repinaldo' es una manzana que su destino es la conservación de esta variedad en el banco de germoplasma de Mabegondo como reserva genética.

## Susceptibilidades
- Oidio: ataque medio
- Moteado: no presenta
- Raíces aéreas: ataque débil
- Momificado: no presenta
- Pulgón lanígero: ataque débil
- Pulgón verde: ataque débil
- Araña roja: no presenta
- Chancro del manzano: no presenta.[3]